# Ljubou Tscharkaschyna
Ljubou Wiktarauna Tscharkaschyna (belarussisch Любоў Віктараўна Чаркашына; * 23. Dezember 1987 in Brest, Weißrussische SSR) ist eine ehemalige belarussische Rhythmische Sportgymnastin.

## Erfolge
Ljubou Tscharkaschyna nahm zweimal an Olympischen Spielen teil. Bei ihrem Olympiadebüt 2008 in Peking gelangen ihr im Einzelwettbewerb 64,875 Punkte und verpasste als 15. der Qualifikation die Finalrunde. Vier Jahre darauf in London verbesserte sie sich im Qualifikationswettkampf deutlich, als sie 110,450 Punkte erzielte und den fünften Platz belegte. Im Finale bekam sie 111,700 Punkte und gewann hinter den beiden Russinnen Jewgenija Kanajewa und Darja Dimitrijewa als Drittplatzierte die Bronzemedaille.
Zahlreiche Erfolge gelangen Tscharkaschyna auch bei Welt- und Europameisterschaften. Im Gruppen-Mehrkampf gewann sie zunächst bei den Weltmeisterschaften 2003 in Budapest und 2005 in Baku jeweils die Bronzemedaille, ehe sie in dieser Disziplin 2007 in Patras, 2009 in Mie, 2010 in Moskau und 2011 in Montpellier Silber gewann. 2011 sicherte sie sich außerdem in der Einzeldisziplin mit dem Ball eine Bronzemedaille. Auf kontinentaler Ebene belegte Tscharkaschyna 2003 und 2005 in Moskau jeweils den dritten Platz. 2011 wurde sie in Minsk mit dem Ball und den Keulen zweifache Europameisterin, zudem schloss sie den Gruppen-Mehrkampf auf dem zweiten und den Einzelwettkampf mit dem Reifen auf dem dritten Platz ab.
Bei der Sommer-Universiade 2011 in Shenzhen gewann sie insgesamt drei Bronzemedaillen. Zudem vertrat sie Belarus bei den World Games 2009. Nach der Saison 2012 beendete sie ihre aktive Karriere.